# Charles Fauvel
Pour les articles homonymes, voir Fauvel.
Charles Fauvel est un aviateur et ingénieur aéronautique, figure marquante de l'aviation légère française du XXe siècle. Il popularise la formule de l'aile Volante dans de nombreux pays avec le planeur AV-36 et répond au délicat problème de la motorisation des planeurs avec le modèle AV-45 Aérovoilier.

## Biographie
Charles Fauvel est né à Angers (Maine-et-Loire) le 31 décembre 1904. Dès son plus jeune âge, il se sent attiré par l'aviation. Boursier militaire de pilotage en 1923, il assiste en 1925 au concours de vol à voile de Vauville, au cours duquel Alfred Auger bat officieusement le record d'altitude sur le planeur Peyret-Abrial « Vautour » avec plus de 700 m. Il se lie d'amitié cette même année avec Pierre Massenet lors de leur service militaire à Châteauroux.
En 1928, Pierre Massenet crée avec Charles Fauvel et quelques autres, le fameux Club Aéronautique Universitaire (C.A.U.), l'un des clubs de vol à voile les plus connus avant 1940. C'est en assistant au concours de Vauville cette année 1928, avec le Peyret-Abrial « Rapace », le WolfHirth ou le Darmstadt, que Charles Fauvel a l'idée de ses premières études d'aile volante. Il pense en effet qu'il n'est pas possible d'augmenter indéfiniment l'allongement de l'aile d'un planeur, sa solution devant en principe réduire les traînées parasites.
Fin 1928, Charles Fauvel procède aux essais d'un petit monoplace léger Peyret-Mauboussin X. C'est à bord de cet appareil qu'il bat le record de vitesse sur 100 km pour appareil de 4e catégorie avec 139,534 km/h, le 4 septembre 1929, le record d'altitude de 5 193 m le 5 septembre 1929 et le record de distance en circuit fermé de 700 km le 6 septembre 1929. Au total, le pilote emporte 4 records internationaux de la catégorie moins de 400 kg à vide avant de récidiver l'année suivante en remportant un record de distance en circuit fermé de 1 258,800 km, le 10 septembre 1930 ainsi qu'un record de durée de 12 h. 3 min. et d'altitude avec 5 193 m le 12 septembre 1930.
Fin 1929, Pierre Massenet, Alfred Auger et Charles Fauvel fondent l'Avia dont le but est la promotion du vol à voile en France.

### Fauvel AV 2
En 1930, Charles Fauvel quitte l'armée pour entrer à l'Avia, où il est chargé des questions sportives tout en étant chef pilote du C.A.U. Il prospecte et découvre les terrains de Beynes et de la Banne d'Ordanche. Il réceptionne le monoplace Avia 10 A construit par Louis Béchereau.
En 1931, il est contraint de quitter l'Avia en proie à des difficultés financières. Il réintègre l'Armée de l'Air comme pilote d'essais au C.E.V. de Villacoublay. Cette même année, il obtient une permission afin de participer au concours de Vauville sur Avia 32 E et réalise la meilleure distance française du concours.

### Fauvel AV 36

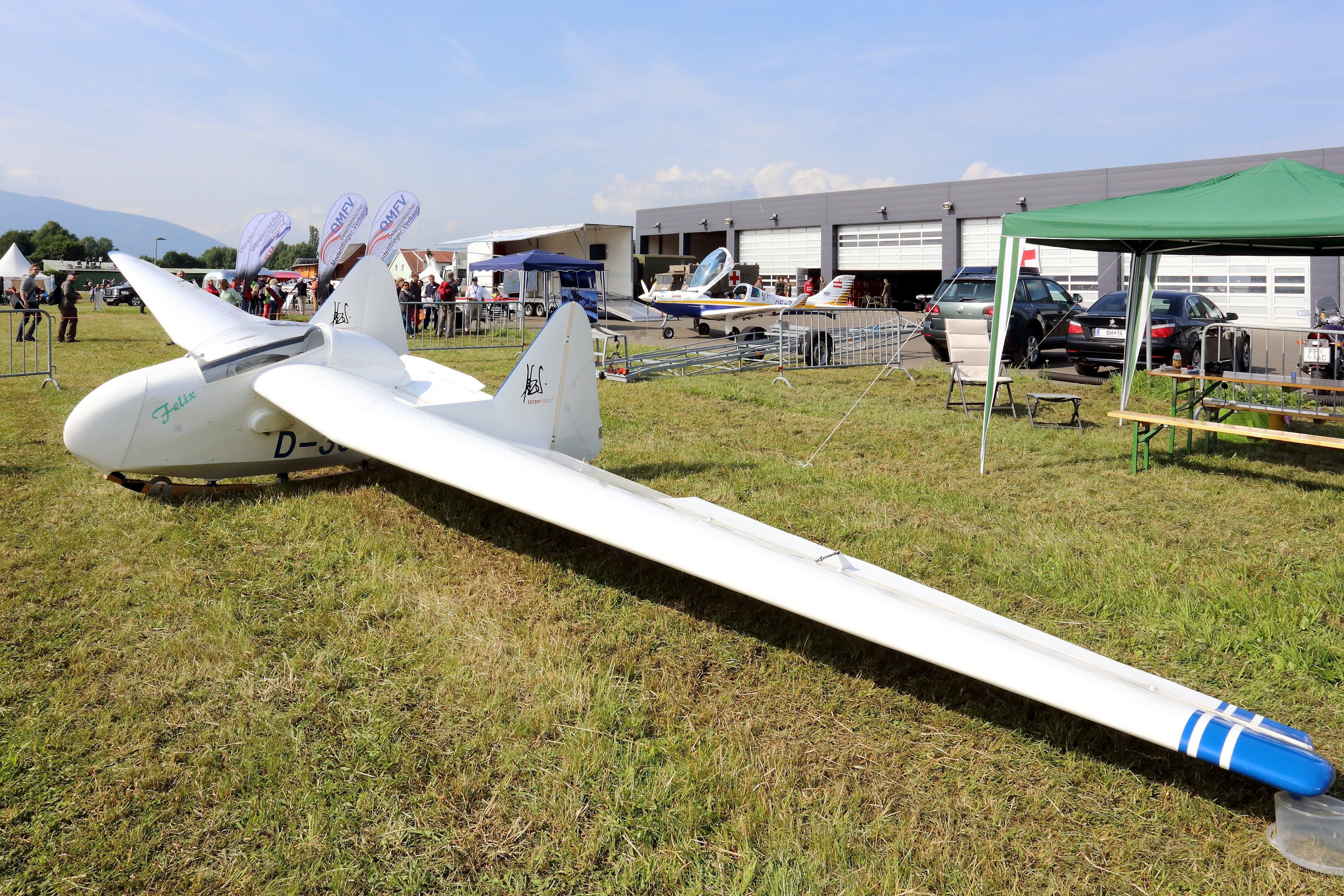
Fauvel AV 36

En 1932, au cours d'un séjour à la Banne d'Ordanche, il passe son brevet C sur planeur Sulky en même temps que Éric Nessler, mais lui sur Avia XVA.
L'année suivante, Charles Fauvel fait faire son premier vol à son premier prototype, le planeur AV-3.
En 1935, il met au point l'aile volante AV 10 qui vole pour la première fois le 10 février, et qui remporte en 1937 le record international d'altitude de la catégorie avec 2 835 m. Le 26 septembre 1937, Charles Fauvel vole de Toussus-le-Noble à Tours, Angoulême et Cazaux.
On le retrouve en 1940 au Maroc comme commandant de groupe adjoint.
Après la défaite française, Charles Fauvel obtient le brevet de moniteur de vol à voile à la Montagne Noire en 1941. En 1942, il est chef du centre militaire de vol à voile d'Avignon jusqu'à l'invasion de la zone sud. Il prend sa retraite de l'Armée de l'Air comme lieutenant-colonel.
Juste après la guerre, il réalise le planeur de performance AV-17 reprenant la même formule, mais qui ne connaît pas le succès.
Il faut attendre l'année 1951 pour voir apparaître ce qui reste l'un des grands succès de Charles Fauvel, l'AV-36. C'est à bord de ce type d'appareil que s'illustre le vélivole Éric Nessler, notamment lors de la course Paris-Biarritz. Ce modèle a été construit à une cinquantaine d'exemplaires sous forme de kit en France à partir d'éléments fournis par Wassmer. Il a en outre été vendus dans 16 pays étrangers.
En 1954, Charles Fauvel crée son entreprise personnelle, SURVOL, à Cannes. L'année 1956 voit l'apparition du biplace AV-22. Ce modèle est suivi en 1960 de l'AV-45, un planeur monoplace à envol autonome équipé d'un moteur américain Nelson qui est en fait un AV 36 motorisé. Cette machine est ensuite utilisée pour les essais du réacteur Microturbo éclair.
À la fin de l'année 1963, Charles Fauvel fête ses 40 ans de pilotage et ses 35 ans d'essais en vol. Au cours de ces années, il a été amené à piloter plus de 300 types d'appareils différents, tant civils que militaires, allant du planeur au quadrimoteur lourd en passant par des appareils de construction amateur, prototypes par nature.
La mise en place d'une motorisation sur l'AV 22 donne naissance en 1965 à l'AV 221 qui ne perce pas sur le marché malgré ses qualités.
À partir de 1972, la société SURVOL limite son activité aux ventes de plans aux constructeurs amateurs.
Charles Fauvel participe à de nombreux congrès de l'OSTIV, dont le dernier à Châteauroux en 1978, au cours desquels il présente des rapports techniques sur la formule de l'aile volante. Il participe également à des rassemblements de planeurs motorisés.
Charles Fauvel trouve la mort à l'âge de 75 ans le 10 septembre 1979 à bord de son appareil personnel, le C.A.B. GY.30 Supercab no 3 F-BHED, lors d'un vol par mauvais temps entre Milan et Cannes. Il revenait d'une réunion de constructeurs amateurs.

## Distinctions
- Colonel de réserve
- Officier de la Légion d'honneur
- Croix de guerre 1939-1945
- Médaille coloniale (Maroc 1926-1927)
- Médaille de l'Aéronautique
- Grande médaille d'Argent de l'Aéro-Club de France pour ses records internationaux d'avions légers.
- Médaille Coutaud-Delpech de l'Aéro-Club de France pour ses recherches et réalisations techniques
- Grande Médaille d'Or de la Fédération Française de Vol à Voile (FFVV)[1]